# يوجين جانو هاي
يوجين جانو هاي (بالإنجليزية: Eugene Gano Hay)‏ (و. 1853 – 1933 م) هو محامي، وقاضي، وسياسي من الولايات المتحدة الأمريكية. ولد في شارلستون. كان عضوًا في الحزب الجمهوري.
توفي عن عمر يناهز 80 عاماً.

## مناصب
تولى منصب عضو مجلس النواب ولاية مينيسوتا.

## التعليم
تعلم في Reading law ‏.